# БК Сливнишки герой (Сливница)
БК „Сливнишки герой“ е баскетболен клуб, част от ФД Сливнишки герой (Сливница), чиято дейност понастоящем е занемарена, главно поради липсата на финансови средства.
През годините баскетболният клуб има множество успехи, които основно се дължат на женския отбор „Вихър“, село Алдомировци, община Сливница, който представлява Физкултурно дружество „Сливнишки герой“ и е финансиран от дружеството.

## История на КФС „Вихър“ Алдомировци
Основите на баскетболната играта в Алдомировци се поставят приблизително в края на 60-те години. Играта е обяснена и демонстрирана от един учител от местното НОУ „Иван Вазов“, който впоследствие става треньор.
През 1958 година Данаил Кановски създава отбор по баскетбол в село Алдомировци. Макар и неспециалист треньорът учител е изключително запознат със същността и спецификата на играта. Също така е бил и изключително ерудирана и колоритна личност. В НОУ „Иван Вазов“ е преподавал география, анатомия, химия и рисуване. За него състезателките си спомнят, че не само е бил добър стратег, но и психолог и педагог. С помощта на своя колега и преподавател по физическо възпитание Григор Виденов, организират тренировъчния процес на отборите за пионери, пионерки и девойки младша възраст. Макар да се съществували мъжки и женски отбори в крайна сметка нежният пол се е оказал по-сериозен и способен, и именно с него се свързват големите успехи на алдомировския баскетбол.
Отличията и признанията са плод на усилените тренировки, които за времето си са били модерни и новаторски, особено на територията на България.
Освен в заложените в учебната програма по физическо възпитание часове, където се изучава баскетболната игра, са се провеждали ежедневни тренировки, за да се достигне до двуразови и триразови натоварвания и то още през 1967 г. Обучението на младите състезателки е било разнообразно, последователно, комплексно и изключително съобразено с възрастта им. Нещо обичайно е било момичетата да пристигат 30 – 40 мин. преди тренировка и да продължават да работят след края ѝ. Едно занимание имало продължителност до 2 часа.
Кановски е държал изключително на техниката и чувството към топката и движението на съотборниците. За това свидетелстват и много интересни моменти от тренировките, като игри само с неудобната ръка (завръзвал е удобната), намаляване на периферното виждане чрез поставянето на плексигласови очила, за да не може състезателят да следи топката по време на дрибъл, стрелба с отскок срещу 2-метров манекен (изработен собственоръчно от треньора), индивидуални тренировки преди същинската, кросове в гората, високопланински подготвителни лагери и т.н.
Част от всяка тренировка е била посвещавана и на тактическите умения на самия играч и на отбора като цяло и неслучайно отборите на КФС „Вихър“ Алдомировци от ранна възраст се отличават с изключителна тактическа дисциплина.
Монотонността и скуката не е била част от атмосферата, която е царяла на тренировките. Треньорът е успявал да концентрира вниманието на възпитаничките си и да ги държи под напрежение. Често след края на натоварването при изпълнение на наказателни удари е тествал тяхната психика и всички от тях са реализирали 9 или 10 от 10, а като награда са получавали плодове или шоколади. Важна част от подготовката са и лагерите в началото на сезона в Балкана или на морето. Освен това поради малките размери на физкултурния салон 2 пъти седмично отборът е тренирал в софийската зала „Сливница“ или в залата на националния стадион „Васил Левски“.
Сериозна част от треньорската дейност на Кановски е работата върху психиката на младите състезателки. Бил е отличен психолог и познавал мисленето на всяка от тях. Нагледен пример от работата му е и различното отношение, което демонстрирал към всяка от тях преди мач – на една казвал, че тя е най-добрата, на друга – че никога няма да се научи на тази игра, и всичко това с цел да извади най-доброто, на което е способна всяка една от тях.
Друга характерна черта на Данаил Кановски като треньор е постоянната връзка, която поддържал с родителите на децата. Свиквали са се родителски срещи на тима. Освен това задължително условие било учениците да имат успех над 4,50, за да може да играят в отбора.
Женските направления на КФС „Вихър“ са били по-известните. Били познати като „отбора на белите панделки“, защото всички момичета имали дълги коси, вързани с бели панделки. Освен това тимът се появявал на републикански първенства с еднакви костюми, което за времето е шокирало доста хора, на това било част от професионализма и имиджа на отбора.
Възпитаничките на Кановски постигат много успехи. Победите над именити съперници, съчетани със скромния произход на отбора, предизвикват журналист от столичен вестник да възкликне: „Баскетболното чудо, наречено Алдомировци.“
Постиженията датират от 1965 г., когато отборът на пионерките от с. Алдомировци участва на финалите на Републиканската спартакиада. В историята си до 1990 г. отборът на жените на „Вихър“ е ставал 12 пъти шампион на републиканските селски спартакиади – няма друг отбор с такъв актив.
Освен това, заради обмена на треньори и състезатели между Сливница и Алдомировци, КФС „Вихър“ представлява град Сливница на градските първенства, а от своя страна ДФС „Сливнишки герой“ спонсорира спорта в Алдомировци.
Друг любопитен и впечатляващ факт е, че състезателките на „Вихър“ полагат основите на минибаскетбола в България. На 24 май 1968 г. в София се игре първият мач по минибаскетбол между съставите на КФС, с. Алдомировци и „Доростол“, гр. Силистра. Срещата е предавана директно по БНТ и завършва при резултат 31:4 в полза на „Вихър“. Всички участнички получават грамоти от известната ни баскетболистка Ваня Войнова.
През 1972 г. отборът на КФС „Вихър“ представлява гр. Сливница на турнира на градовете, провеждан в гр. Перник. Въпреки че тимът няма нито 1 загуба и е първи по технически нормативи, останал втори в класирането след отбора на ЦСКА. Предимството на столичанките се дължало на високия им ръст, който носел допълнително точки – докато най-високата от „армейките“ била 185 см., то от състезателките на Алдомировци – 172 см. Тази несправедливост била освирквана, като дори публиката се опитала да вземе купата на победителките. Час по-късно същата публика останала след срещите, за да изпрати с възторжени аплодисменти отбора на „белите панделки“.
Безспорно обаче най-големият успех на „Вихър“ е през 1974 г., когато под ръководството на Кановски девойките старша възраст стават републикански шампионки на България. На финалите проведени в гр. Хасково, отбори като ЦСКА, Славия, Локомотив (София), Спартак (Варна), Левски (София), отстъпват пред комбинативната и интелигентна игра на момичетата от Алдомировци.
Същата година отборът се класира втори за Купата на България, като губят финала от домакините БК Спартак (Плевен). От 1975 г. същите момичета играят за КФС „Вихър“ в Б РБГ. Навсякъде отборът е демонстрирал модерен баскетбол и култура извън игрището.
Върху здравите основи, изградени от Данаил Кановски и неговите състезателки, се гради и издига Алдомировската баскетболна школа. Предвид обстоятелствата на нейното възникване може да се каже, че появата и е пълна случайност. Нищо друго освен шанс е било съвместно да работят изобретателен и упорит треньор и едно талантливо поколение.
След Кановски треньор е Петър Тасков, като двамата дори работят заедно за кратко. След като Кановски напуска, Тасков става треньор, а през 1977 г. Людмила Стоянова поема отбора на жените на КФС „Вихър“, който по онова време играе в Б РБГ.
Успехите и дългогодишните тренировки изграждат у състезателките на Сливница и Алдомировщи манталитет на професионалисти, на хора, отдадени докрай на целите си. Част от тях завинаги обвързват живота си със спорта било като учители или треньори – Емилия Любомирова, Р. Стоянова, А. Спасов, Л. Стоянова. Други имена, които не могат да бъдат пропуснати, са Таня Григорова Аристотелова – една от най-талантливите национални състезателки за времето си, Иванка Миронова и Михаил Михайлов. С играта си те допринасят за повишаване нивото на баскетбола на държавно ниво.

### Из печата, 1971 г.
Баскетболният отбор в Алдомировци – гордост за Сливнишката община
През тази година баскетболният отбор на девойките и пионерките в с. Алдомировци спечели в състезания 3 шампионски титли. Пионерките са първенци на Министерството на просветата и първенци на първата селска пионерска спартакиада – наградени са със златен медал.
Девойките са шампиони и първенци на Министерството на просветата. За работата на отбора се обърнахме към неговия ръководител Данаил Кановски, който понастоящем е отговорник на спортната школа в Сливница.
"В Алдомировци работя от 10 години с пионерките и девойките ни, изтъкна Кановски. Там всички деца още от детската градина до 8 клас играят баскетбол. Имат само 1 площадка, нямат удобства, но всички намират начин да играят, а по-редовните – да тренират. Нещо повече – малките, които нямат топка, си събуват гуменките и се опитват да ги прокарат през баскетболния кош. Тази игра просто ги е заразила от най-малките до прогимназиалните ученици.
Децата играят модерен баскетбол още в 3 клас, така наречения минибаскетбол. Те са първи създатели в България на този вид баскетбол. Другарят Кановски ни разказва как се подготвят малките баскетболистки. „Обикновено се упражняват на кросови бягания в продължение на 2 – 3 до 5 километра. Изпълняват гимнастически упражнения, баскетболни технически подавания, водене на топката и след това учебна игра с тактическа цел, като най-много се набляга на точките и правилните подавания и бързите реакции на всяка една акция.“
На баскетболиските се оказва добро въздействие от страна на директора на училището Димитър Цанков и учителя по физическо възпитание Григор Виденов.
От баскетболния отбор има състезателки от националан мащаб, като Емилия Любомирова и Таня Григорова. Възпитаници на баскетболната школа на Алдомировци са и Михаил Михайлов и Людмила Стоянова. Нужно е да се окаже помощ за разрастване на тази традиция в Алдомировци.
Колегите на учителя се присмивали и незлобливо го наричали Баскетболиста-географ. Но Кановски не престанал да занимава децата със спорт. Нещо повече – заедно с тях подравнил училищното игрално поле, прикачил 2 баскетболни коша, закупил 2 баскетболни топки и започнал да тренира момичетата от 2-те класове. Защо точно момичетата, това и той не може да каже. Как точно ги тренирал, как им е давал първите уроци по баскетбол, и това никой не знае, защото учителят по география никога активно не е играл баскетбол.
Републикански шампиони за девойки старша възраст, втори за Купата на НРБ, носители на купата за най-дисциплиниран отбор. Ученичките от Алдомиромци играят на квалификационен турнир за влизане в републиканската баскетболна Б група жени и разгромяват съперничките си с по 30 точки. В класирането за девойки зад тях оснават баскетболистките на ЦСКА „Септемврийско знаме“, „Левски Спартак“, „Славия“, „Марица Пловдив“. Куриозите с баскетболното чудо, наречено Алдомировци, не свършват дотук. Най-високото момиче в отбора е Елвина Георгиева (№ 7) – 172 см, а в играта, където решаващ се оказва ръстът на състезателите, те побеждават състави, сред които има 4 – 5 момичета над 180 – 185 см, какъвто е случаят с ЦСКА „Септемврийско знаме“.
На преподавателя и момичетата е трудно, защото разполагат само с 1 площадка (намираща се в двора на училището на селото), а зимата с 1 автобус без предно стъкло пътуват до София, където тренират и се връщат посред нощ. В Плевен момичетата от Алдомировци играят финалния си мач с отбора на „Славия“ София. Показвайки цялата красота на баскетболната игра, ученичките от „Вихър“ сякаш надминават себе се. Светкавични комбинации, бързи контраатаки, точна стрелба. Противникът е смутен и объркан. Разликата в точките достига да 30. Победата е запомняща се, но повечето момичета завършват училище и вече няма да могат да играят за отбора.